# Aéroport international de Canton-Baiyun
Ne doit pas être confondu avec Aéroport de Ganzhou Huangjin.
L'aéroport international de Canton-Baiyun (code IATA : CAN • code OACI : ZGGG) est l'aéroport international de la ville de Canton (Guangzhou, 广州 en chinois), capitale de la province du Guangdong, en république populaire de Chine. Il s'agit du hub de la compagnie aérienne chinoise China Southern Airlines.
Il s'agit d'un nouvel aéroport, situé à 28 kilomètres du centre-ville et ouvert le 5 août 2004, construit pour remplacer l'aéroport historique, vieux de 72 ans et ne comportant qu'une seule piste en pleine ville, dans le quartier de la montagne Baiyun et disposer d'une plate-forme plus grande, apte à accueillir un plus grand trafic. Il conserve le même nom et les mêmes codes que l'ancien.
En 2017, avec 65 806 977 passagers, c’est le troisième aéroport le plus fréquenté de Chine continentale, et le 13e dans le monde quant au nombre de passagers, mais également troisième en Chine continentale et 19e dans le monde pour le trafic de fret.

## Présentation
L'aéroport actuel, situé dans le district de Huadu, remplace l'ancien aéroport, vieux de 72 ans et trop proche du centre-ville, dont le site a été détruit et reconstruit en zone d'habitations, à la suite de l'ouverture le 5 août 2004 du nouveau site. L'inauguration de l'aéroport a soulagé la saturation chronique du vieil aéroport, en raison d'une capacité limitée, de la croissance du nombre de passagers, et de l'absence de possibilités d'expansion. Son ouverture a également permis de surmonter les restrictions d'opération dues à la situation en pleine ville, et de lancer une exploitation 24 heures sur 24.
« Baiyun » (白云) signifie "nuages blancs" en chinois. Ce nom se réfère au mont Baiyun (Baiyunshan), près de l'emplacement de l'ancien aéroport. Il est usuellement fait mention de « New Baiyun » pour distinguer l'aéroport de l'ancien mais cette épithète ne fait pas partie du nom officiel.

## Situation
| \| 500 km1:25 016 000 \| Baotou Canton Changchun Changsha Chengdu-CTU Chengdu-TFU Chongqing Dalian Fuzhou Guilin Guiyang Haikou Hailar Hangzhou Harbin Hefei Hohhot Jinan Jinghong Kunming Lanzhou Lhassa Lijiang Nanchang Nankin Nanning Ningbo Pékin · Capitale Pékin · Daxing Qingdao Quanzhou Sanya Shanghaï-Pudong Shanghaï-Hongqiao Shantou-Chaozhou-Jieyang Shenyang Shenzhen Shijiazhuang Taiyuan Tianjin Ürümqi Wenzhou Wuhan Suzhou Xiamen Xi'an Xining Yantai Yinchuan Zhengzhou Zhuhai-Jinwan |
| 500 km1:25 016 000 |

## Statistiques

Plan d'aéroport (2024)

Pour des raisons techniques, il est temporairement impossible d'afficher le graphique qui aurait dû être présenté ici.

Voir la requête brute et les sources sur Wikidata.

## Caractéristiques
- 4 Pistes: 3 800 m (12 500 ft), 3 800 m (12 500 ft) et 3 600 m (11 800 ft)，3 400m（11 200 ft）
- Nbre de passagers en 2023: 63,167,751
- Fret en 2023: 2,030,522.7 tonnes
- Nbre de mouvements d’avion en 2023:456,104 [2]

L'aéroport dispose de deux terminaux T1 et T2, un troisième terminal est en projet ainsi que 2 pistes supplémentaires .

## Transports
L'aéroport est desservi par la ligne 3 du métro de Guangzhou, aux stations Airport South (terminal 1) et Airport North (terminal 2) qui est son terminus.  À l'avenir, la ligne 22 du métro de Guangzhou pourrait desservir l'aéroport et le relier au centre-ville de Guangzhou.
Inter-terminaux
Une navette gratuite circule entre les terminaux 1 et 2.
Route：
L'aéroport est relié au centre-ville de Guangzhou par la voie express de l'aéroport de Guangzhou (S41).
Rail：
Le chemin de fer circulaire interurbain Guangzhou-Foshan, en cours de construction, desservira les gares de l'aéroport de Baiyun Nord (pour le terminal 2), de l'aéroport de Baiyun Sud (pour le terminal 1) et de l'aéroport de Baiyun Est (pour le terminal 3) dans l'aéroport. La voie ferrée reliera l'aéroport à la gare de Panyu et à la gare de Huadu.
Bus：
Il existe cinq lignes Airport Express et six lignes Airport Non-stop entre l'aéroport et le centre-ville. Les bus emmènent les passagers vers les principaux hôtels de la ville, les grandes places et les centres de transport, tels que le Garden Hotel, le Guangdong Hotel, le CITIC Plaza, la place Haizhu, la gare routière de Tianhe et la gare du Nord de Guangzhou.
Pour les passagers qui quittent la ville de Guangzhou, l'aéroport propose également un service de bus interurbain. Les bus emmènent les passagers vers Dongguan, Foshan, Zhongshan, Huizhou, Jiangmen et d'autres destinations.

## Compagnies et destinations

### Tableau
| Compagnies                                           | Destinations |
| ---------------------------------------------------- | --- |
| 9 Air                                                | - Changchun, - Guiyang, - Haikou, - Harbin Taiping, - Hefei, - Lanzhou, - Mandalay, - Nankin, - Ningbo, - Osaka-Kansai, - Shanghai-Pudong, - Tianjin Binhai, - Ürümqi-Diwopu, - Wenzhou-Longwan, - Wuxi/Suzhou, - Xi'an-Xianyang, - Jinghong Xishuangbanna Gasa, - Rangoun (Yangon), - Zhengzhou |
| Aeroflot                                             | Moscou Chérémétiévo |
| AirAsia                                              | Johor Bahru-Senai, Kota Kinabalu, Kuala Lumpur |
| Air China                                            | - Pékin-Capitale, - Pékin-Daxing, - Chengdu-Shuangliu, - Chongqing-Jiangbei, - Dazhou Heshi (en), - Guangyuan Panlong, - Hangzhou-Xiaoshan, - Hohhot, - Luzhou-Yunlong, - Shanghai-Hongqiao, - Shanghai-Pudong, - Tianjin Binhai, - Tonghua, - Ürümqi-Diwopu, - Wanzhou-Wuqiao, - Wenzhou-Longwan, - Wuhan, - Yinchuan Hedong, - Yuncheng |
| All Nippon Airways                                   | Tokyo-Haneda, Tokyo-Narita |
| Asiana Airlines                                      | Pusan-Gimhae, Séoul-Incheon |
| Beijing Capital Airlines                             | Chengdu-Shuangliu, Chongqing-Jiangbei, Hangzhou-Xiaoshan, Hohhot, Lijiang, Qingdao-Jiaodong, Yinchuan Hedong |
| Biman Bangladesh Airlines                            | Dacca-Shah Jalal |
| Cambodia Angkor Air                                  | Phnom Penh, Sihanoukville |
| Cathay Pacific                                       | Hong Kong |
| Cebu Pacific                                         | Clark, Manille-N. Aquino |
| Chengdu Airlines                                     | Chengdu-Shuangliu |
| China Airlines                                       | Taïwan-Taoyuan |
| China Eastern Airlines                               | - Bangkok-Suvarnabhumi, - Baoshan Yunduan (en), - Pékin-Daxing, - Cangyuan (en), - Changchun, - Changzhou, - Chengdu-Shuangliu, - Dali, - Datong (en), - Diqing Shangri-La (en), - Hangzhou-Xiaoshan, - Hefei, - Huai'an, - Jiayuguan (en), - Jinan, - Kunming-Changshui, - Lanzhou, - Lijiang, - Lüliang (zh), - Dehong Mangshi, - Nagoya-Chūbu, - Nanchang-Changbei, - Nankin, - Ningbo, - Ordos Ejin Horo, - Qingdao-Jiaodong, - Shanghai-Hongqiao, - Shanghai-Pudong, - Shiyan Wudangshan (en), - Taiyuan-Wusu, - Taizhou (Zhejiang) (en), - Ürümqi-Diwopu, - Wēihǎi, - Wenzhou-Longwan, - Wuhan, - Wuxi/Suzhou, - Xi'an-Xianyang, - Jinghong Xishuangbanna Gasa, - Rangoun (Yangon), - Yichang, - Yinchuan Hedong |
| China Southern Airlines                              | - Adélaïde, - Altay, - Amsterdam, - Ankang-Fuqiang (en), - Anqing-Tianzhushan (en), - Anshan-Teng'ao (en), - Auckland, - Bakou-H. Aliyev, - Bangkok-Suvarnabhumi, - Baotou-Donghe, - Beihai-Fucheng, - Pékin-Daxing, - Bijie-Feixiong (en), - Brisbane, - Pusan-Gimhae, - Mactan-Cebu, - Baishan (zh), - Changchun, - Changde Taohuayuan (en), - Changsha, - Changzhi-Wangcun (en), - Changzhou, - Chengdu-Shuangliu, - Chiang Mai, - Chizhou Jiuhuashan (en), - Chongqing-Jiangbei, - Christchurch, - Colombo-Bandaranaike, - Dali, - Dalian-Zhoushuizi, - Daocheng Yading, - Daqing, - Delhi-Indira Gandhi, - Dacca-Shah Jalal, - Denpasar-Bali, - Dubaï, - Enshi Xujiaping, - Francfort, - Fuyang (en), - Fuzhou-Chánglè, - Ganzhou Huangjin, - Guiyang, - Haikou, - Handan (zh), - Hangzhou-Xiaoshan, - Hanoï-Nội Bài, - Harbin Taiping, - Hefei, - Hô Chi Minh Ville (Tân Sơn Nhất), - Hohhot, - Hotan (en), - Huangshan-Tunxi, - Islamabad-Benazir Bhutto, - Djakarta-S.-Hatta, - Jiamusi (en), - Shantou-Chaozhou-Jieyang, - Jinan, - Ji'an, - Jining Da'an (en), - Baie de Jinzhou (en), - Jixi Xingkaihu (en), - Karamay (en), - Kachgar-Kashi, - Katmandou-Tribhuvan, - Kota Kinabalu, - Kuala Lumpur, - Kunming-Changshui, - Lahore-Allama Iqbal, - Langkawi, - Lanzhou, - Lhassa-Gonggar, - Lianyungang-Huaguoshan, - Libo (en), - Lijiang, - Linfen (zh), - Liupanshui (zh), - Londres-Heathrow, - Longnan Chengzhou (en), - Los Angeles, - Luoyang, - Malé Velana, - Manille-N. Aquino, - Meixian (en), - Melbourne-Tullamarine, - Mianyang Nanjiao, - Moscou Chérémétiévo, - Mudanjiang, - Nagoya-Chūbu, - Nairobi-J. Kenyatta, - Nanchang-Changbei, - Nanchong (en), - Nankin, - Nanning, - Nanyang, - New York-John F. Kennedy, - Cam Ranh, - Ningbo, - Noursoultan, - Nyingchi (zh), - Ordos Ejin Horo, - Osaka-Kansai, - Paris-Charles de Gaulle, - Penang, - Perth, - Phnom Penh, - Phuket, - Phú Quốc, - Qingdao-Jiaodong, - Qiqihar-Sanjiazi, - Rizhao Shanzihe (en), - Rome Léonard-de-Vinci/Fiumicino, - San Francisco, - Sanya-Phénix, - Séoul-Incheon, - Shanghai-Hongqiao, - Shanghai-Pudong, - Shenyang, - Shijiazhuang, - Siem Reap-Angkor, - Singapour-Changi, - Sydney-K. Smith, - Taïwan-Taoyuan, - Taiyuan-Wusu, - Tianjin Binhai, - Tokyo-Haneda, - Tokyo-Narita, - Tongliao (en), - Tongren Fenghuang (en), - Toronto (Pearson), - Turpan Jiaohe (en), - Ürümqi-Diwopu, - Vancouver, - Vienne-Schwechat, - Vientiane-Wattay, - Wenzhou-Longwan, - Wuhan, - Wuhu, - Wuxi/Suzhou, - Xiamen-Gaoqi, - Xi'an-Xianyang, - Xiangyang-Luiji, - Xichang (en), - Xingyi (en), - Xining-Caojiabao, - Xinzhou (zh), - Xuzhou-Guanyin, - Yan An, - Yancheng, - Rangoun (Yangon), - Taizhou (Jiangsu) (en), - Yanji, - Yantai, - Yichang, - Yichun (zh), - Yinchuan Hedong, - Yiwu, - Yulin (en), - Zhangjiajie, - Zhanjiang-Wuchuan, - Zhengzhou, - Zunyi (zh) En saison : Fukuoka, Jeju |
| China Southern Airlines opéré par Chongqing Airlines | Bangkok-Suvarnabhumi, Chongqing-Jiangbei |
| China United Airlines                                | Pékin-Daxing, Shiyan Wudangshan (en) |
| EgyptAir                                             | Le Caire |
| Emirates                                             | Dubaï |
| Ethiopian Airlines                                   | Addis-Abeba Bole |
| EVA Air                                              | Kaohsiung, Taïwan-Taoyuan |
| Finnair                                              | Helsinki-Vantaa |
| Garuda Indonesia                                     | Denpasar-Bali, Djakarta-S.-Hatta |
| GX Airlines                                          | Baise Bama, Changsha |
| Hainan Airlines                                      | - Pékin-Capitale, - Chengde Puning (en), - Chengdu-Shuangliu, - Chongqing-Jiangbei, - Dalian-Zhoushuizi, - Đà Nẵng, - Dongying (en), - Dunhuang, - Haikou, - Hangzhou-Xiaoshan, - Hanzhong, - Harbin Taiping, - Hefei, - Hohhot, - Baie de Jinzhou (en), - Lanzhou, - Nankin, - Cam Ranh, - Ningbo, - Qionghai-Bo'ao (en), - Qingdao-Jiaodong, - Qinhuangdao Beidaihe, - Sanming (en), - Sanya-Phénix, - Shanghai-Hongqiao, - Shanghai-Pudong, - Shenyang, - Shijiazhuang, - Taïwan-Taoyuan, - Taiyuan-Wusu, - Tangshan Sannühe (en), - Tianjin Binhai, - Ürümqi-Diwopu, - Weifang (en), - Wenzhou-Longwan, - Wuhai (zh), - Xi'an-Xianyang, - Zunyi (zh), - Yinchuan Hedong, - Zhangjiakou Ningyuan (en), - Zhengzhou |
| Hebei Airlines                                       | Shijiazhuang |
| IrAero                                               | Moscou-Domodédovo |
| IndiGo                                               | Calcutta-N. S. C. Bose |
| Iraqi Airways                                        | Bagdad |
| Japan Airlines                                       | Tokyo-Haneda |
| JC International Airlines                            | Sihanoukville |
| Juneyao Airlines                                     | Lijiang, Shanghai-Hongqiao |
| Kenya Airways                                        | Bangkok-Suvarnabhumi, Nairobi-J. Kenyatta |
| Korean Air                                           | Séoul-Incheon |
| Kunming Airlines                                     | Kunming-Changshui |
| Kuwait Airways                                       | Koweït |
| Lanmei Airlines                                      | Phnom Penh, Sihanoukville |
| Lao Airlines                                         | Vientiane-Wattay |
| Lion Air                                             | Charter : Denpasar-Bali, Manado-S. Ratulangi |
| Loong Air                                            | Hangzhou-Xiaoshan, Ningbo, Shenyang, Xining-Caojiabao, Yantai |
| Lucky Air                                            | Kunming-Changshui |
| Mahan Air                                            | Téhéran-Imam-Khomeini |
| Malaysia Airlines                                    | Kuala Lumpur |
| Malindo Air                                          | Johor Bahru-Senai, Kuala Lumpur |
| Myanmar Airways International                        | Rangoun (Yangon) |
| Okay Airways                                         | Tianjin Binhai |
| Oman Air                                             | Mascate |
| Orenburg Airlines                                    | Moscou Chérémétiévo, Iékaterinbourg-Koltsovo |
| Pacific Airlines                                     | Hanoï-Nội Bài, Hô Chi Minh Ville (Tân Sơn Nhất) |
| Pegas Fly                                            | Moscou Chérémétiévo |
| Philippine Airlines                                  | Manille-N. Aquino |
| Philippines AirAsia                                  | Manille-N. Aquino |
| Qatar Airways                                        | Doha-Hamad |
| RwandAir                                             | Kigali, Bombay-Chhatrapati-Shivaji |
| S7 Airlines                                          | Irkoutsk |
| Saudia                                               | Djeddah - Roi-Abdelaziz, Riyad-roi Khaled |
| Scoot                                                | Singapour-Changi |
| Shandong Airlines                                    | Jinan, Qingdao-Jiaodong, Wuyishan (en), Xiamen-Gaoqi, Yantai |
| Shenzhen Airlines                                    | - Bangkok-Suvarnabhumi, - Changchun, - Changzhou, - Chengdu-Shuangliu, - Chongqing-Jiangbei, - Dalian-Zhoushuizi, - Hangzhou-Xiaoshan, - Harbin Taiping, - Hefei, - Jinan, - Jingdezhen, - Kunming-Changshui, - Linyi (zh), - Nanchang-Changbei, - Nankin, - Nantong Xingdong, - Ningbo, - Phnom Penh, - Phuket, - Qingdao-Jiaodong, - Quanzhou Jinjiang, - Shanghai-Hongqiao, - Shenyang, - Taizhou (Zhejiang) (en), - Tengchong Tuofeng (en), - Wenzhou-Longwan, - Wuxi/Suzhou, - Xi'an-Xianyang, - Taizhou (Jiangsu) (en), - Yantai, - Yibin Wuliangye (en), - Yichun-Mingyueshan, - Yinchuan Hedong |
| Sichuan Airlines                                     | Chengdu-Shuangliu, Chiang Rai, Chongqing-Jiangbei, Hangzhou-Xiaoshan, Harbin Taiping, Kunming-Changshui, Cam Ranh, Yinchuan Hedong |
| Singapore Airlines                                   | Singapour-Changi |
| Spring Airlines                                      | Bangkok-Suvarnabhumi, Chiang Mai, Jeju, Osaka-Kansai, Phnom Penh, Phuket, Shanghai-Hongqiao, Shanghai-Pudong, Shijiazhuang |
| SriLankan Airlines                                   | Colombo-Bandaranaike |
| Thai AirAsia                                         | Bangkok-Don Muang |
| Thai Airways                                         | Bangkok-Suvarnabhumi |
| Thai Lion Air                                        | Bangkok-Don Muang, Chiang Mai |
| Tianjin Airlines                                     | Tianjin Binhai |
| Transaero                                            | Moscou-Domodédovo En saison : Moscou Chérémétiévo, Saint-Pétersbourg-Poulkovo |
| Turkish Airlines                                     | Istanbul |
| Uni Air                                              | Taichung |
| US-Bangla Airlines                                   | Dacca-Shah Jalal |
| Vietnam Airlines                                     | Đà Nẵng, Hanoï-Nội Bài, Hô Chi Minh Ville (Tân Sơn Nhất) |
| West Air                                             | Chongqing-Jiangbei, Zhengzhou |
| XiamenAir                                            | Fuzhou-Chánglè, Hangzhou-Xiaoshan, Quanzhou Jinjiang, Tianjin Binhai, Xiamen-Gaoqi |

Édité le 03/10/2018  Actualisé le 03/07/2021

### Carte

CAN world map destination